# Тайвалкоски
Тайвалкоски (фин. Taivalkoski) — община в Финляндии, в провинции Северная Остроботния.

## География
Площадь общины составляет 2651 км², что примерно сопоставимо с таким государством как Люксембург. Через общину проходит национальное шоссе № 20, которое соединяет её с Оулу (154 км) и Куусамо (64 км). Расстояние до Рованиеми составляет 216 км, а до Хельсинки — 777 км.
На территории общины расположены следующие населённые пункты: Асутусалуе, Инкее, Йокийярви, Йокикюля, Йурму, Койтила, Косто, Куртти, Лоукуса, Метсякюля, Писто, Поло, Тайвалкоски, Тюряваара и Вааракюля.

## Население
Население по данным на 2012 год составляет 4407 человек; плотность населения — 1,83 чел/км². Официальный язык — финский, является родным для 99 % населения общины. Доля лиц в возрасте младше 15 лет составляет 18,1 % населения; доля лиц в возрасте старше 65 лет — 19,1 %.

## Известные уроженцы
Тайвалкоски была домом для известного финского писателя Калле Пяятало.

## Города-побратимы
- Иллука, Эстония[6]

## Галерея

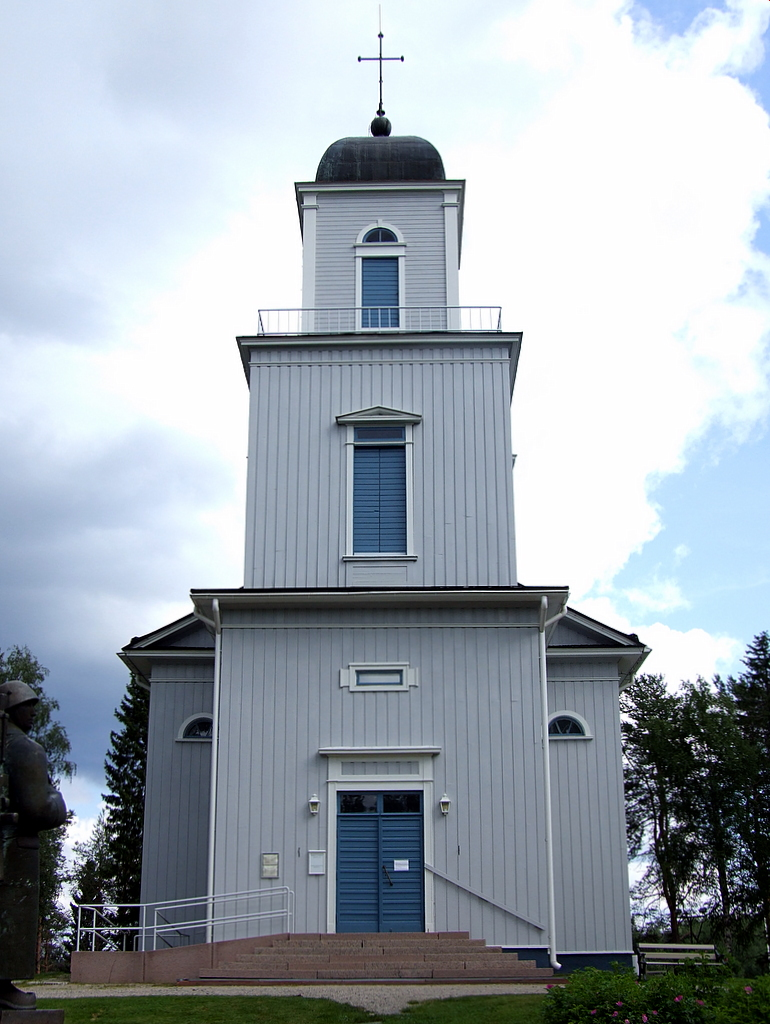
Церковь в Тайвалкоски
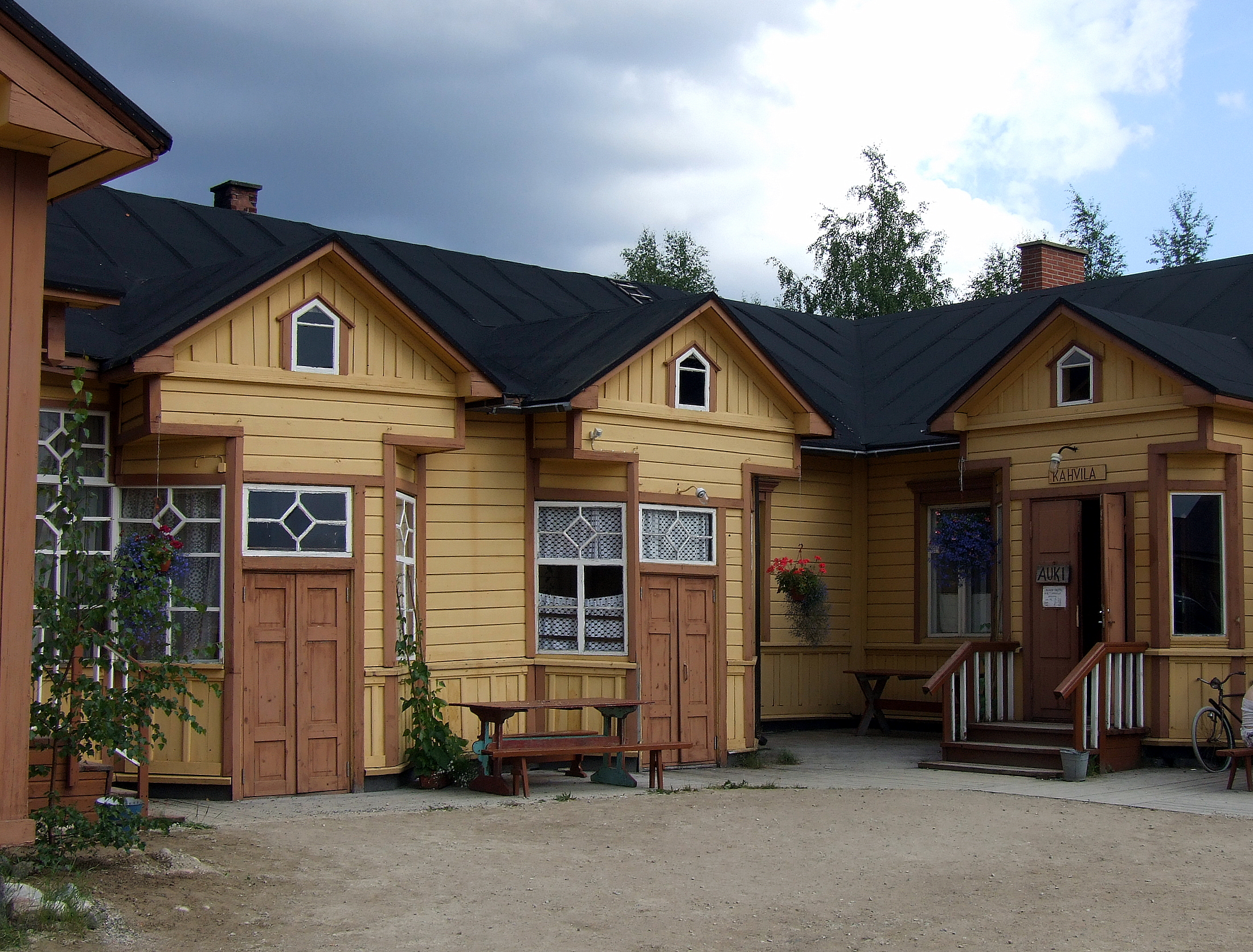
Деревянный дом
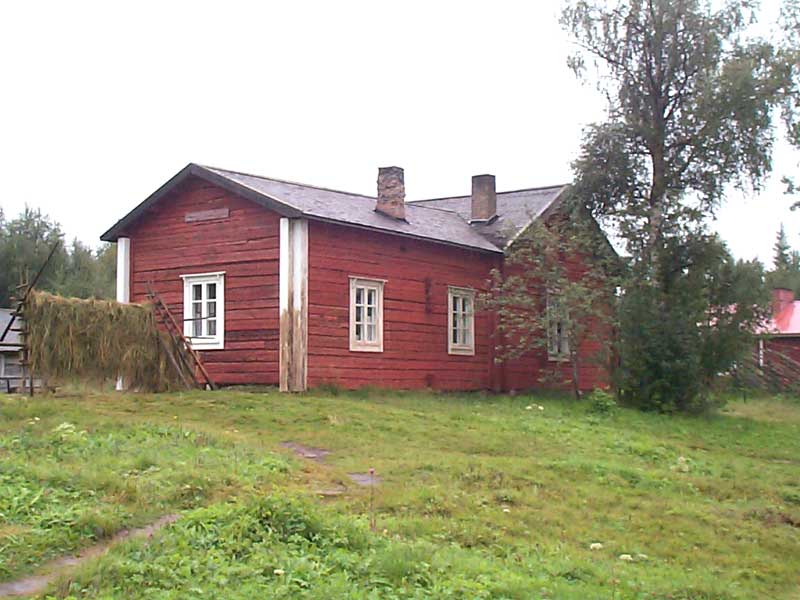
Дом, где родился Калле Пяятало
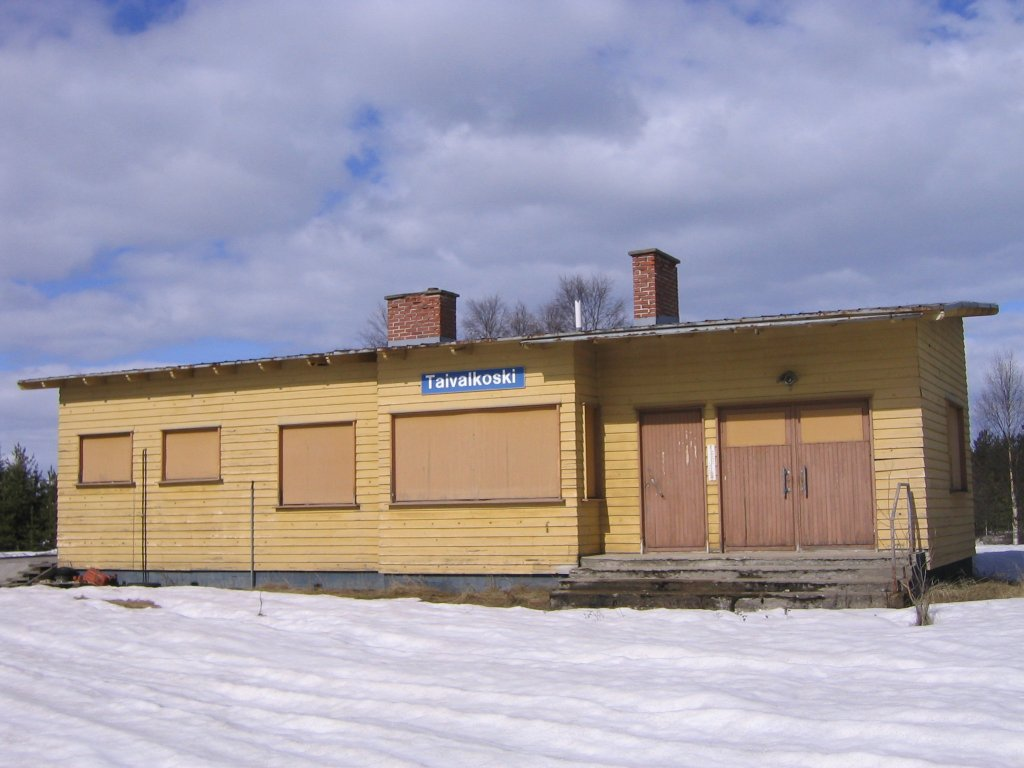
Несуществующая ныне железнодорожная станция